# つなぐ棚田遺産

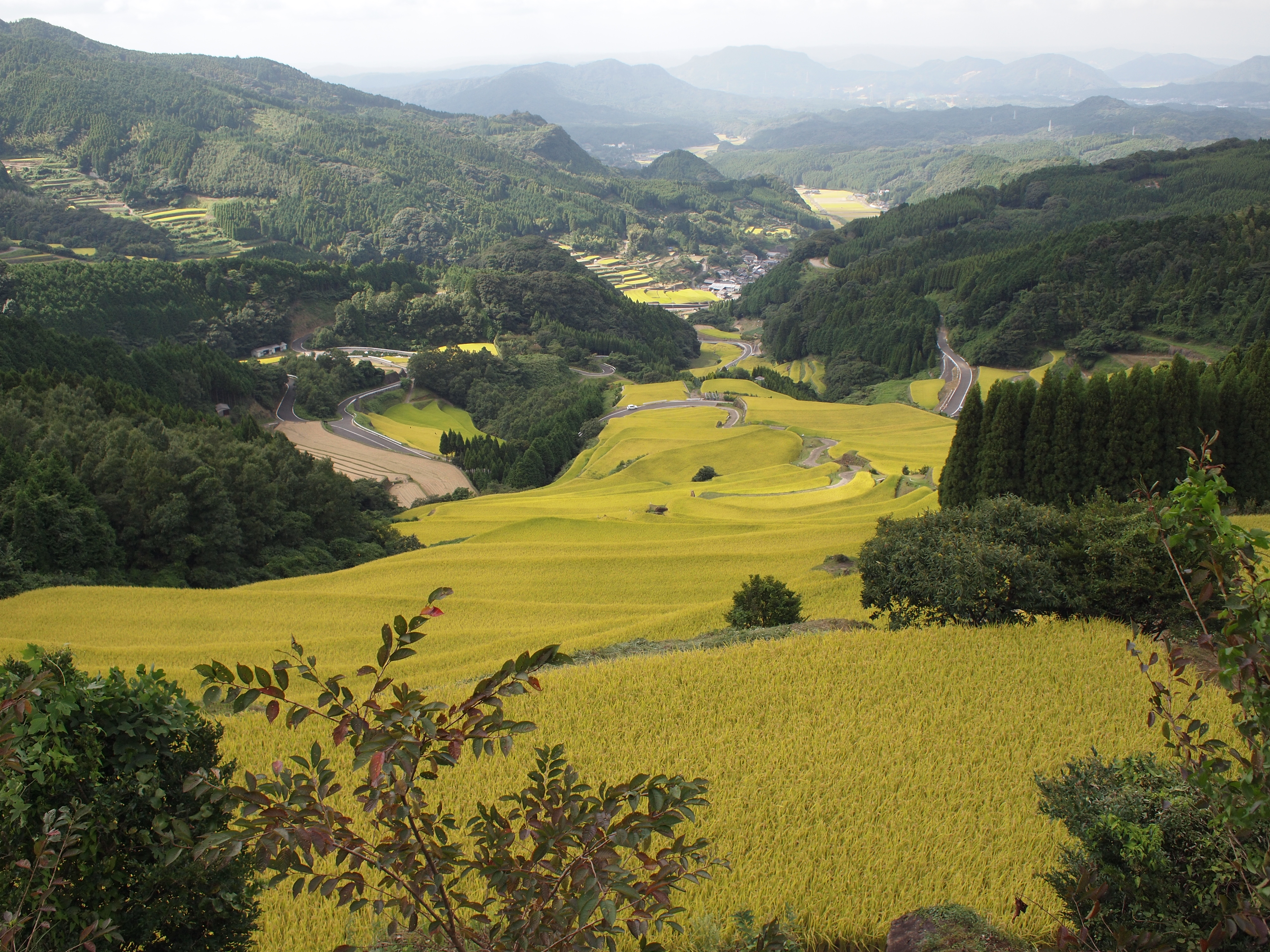
蕨野の棚田（佐賀県唐津市）

つなぐ棚田遺産（つなぐたなだいさん）は、農林水産省による優良な棚田の認定制度。正式名称は「つなぐ棚田遺産～ふるさとの誇りを未来へ～」であり、「ポスト棚田百選」とも呼ばれる。44道府県の271地区の棚田が認定されている。

## 歴史
1999年（平成11年）には農林水産省が134地区の日本の棚田百選を選定したが、保全活動の困難さから荒廃の危機に瀕する棚田も登場した。2019年（令和元年）には棚田地域振興法が施行され、各地で棚田の振興に向けた取り組みが広がっていることから、2022年（令和4年）2月に改めて271地区のつなぐ棚田遺産を選定した。
日本の棚田百選の134地区のうち、95地区はつなぐ棚田遺産にも選定されている。棚田ネットワーク名誉代表の中島峰広は、日本の棚田百選では棚田景観が重視され、つなぐ棚田遺産では棚田保全が重視されたとしている。

## 一覧

### 北海道地方
- 岩見沢市 栗沢棚田
- 岩見沢市 岩見沢棚田
- 上川郡東川町 東川棚田

### 東北地方

#### 青森県
- 黒石市 大川原棚田

#### 岩手県
- 遠野市 旧宮守村棚田
- ⼀関市 山吹棚田
- ⼀関市 金山棚田

#### 宮城県
- 登米市 津山町沢田地区の棚田
- 伊具郡丸森町 大張沢尻棚田

#### 秋田県
- 山本郡藤里町 横倉棚田

#### 山形県
- 山形市 蔵王上野の棚田
- 村山市 中沢棚田
- 尾花沢市 高橋の棚田
- 尾花沢市 明光寺の棚田
- 東村山郡山辺町 大蕨の棚田
- 西村山郡朝日町 椹平の棚田
- 最上郡大蔵村 四ヶ村の棚田
- 西置賜郡白鷹町 白鷹北部地区棚田群
- 飽海郡遊佐町 藤井の棚田

#### 福島県
- 喜多方市 上堰棚田
- ⼆本松市 東和の布沢棚田
- ⼆本松市 西谷棚田

### 関東地方

#### 東京都
なし

#### 神奈川県
- 秦野市 名古木の棚田群

#### 千葉県

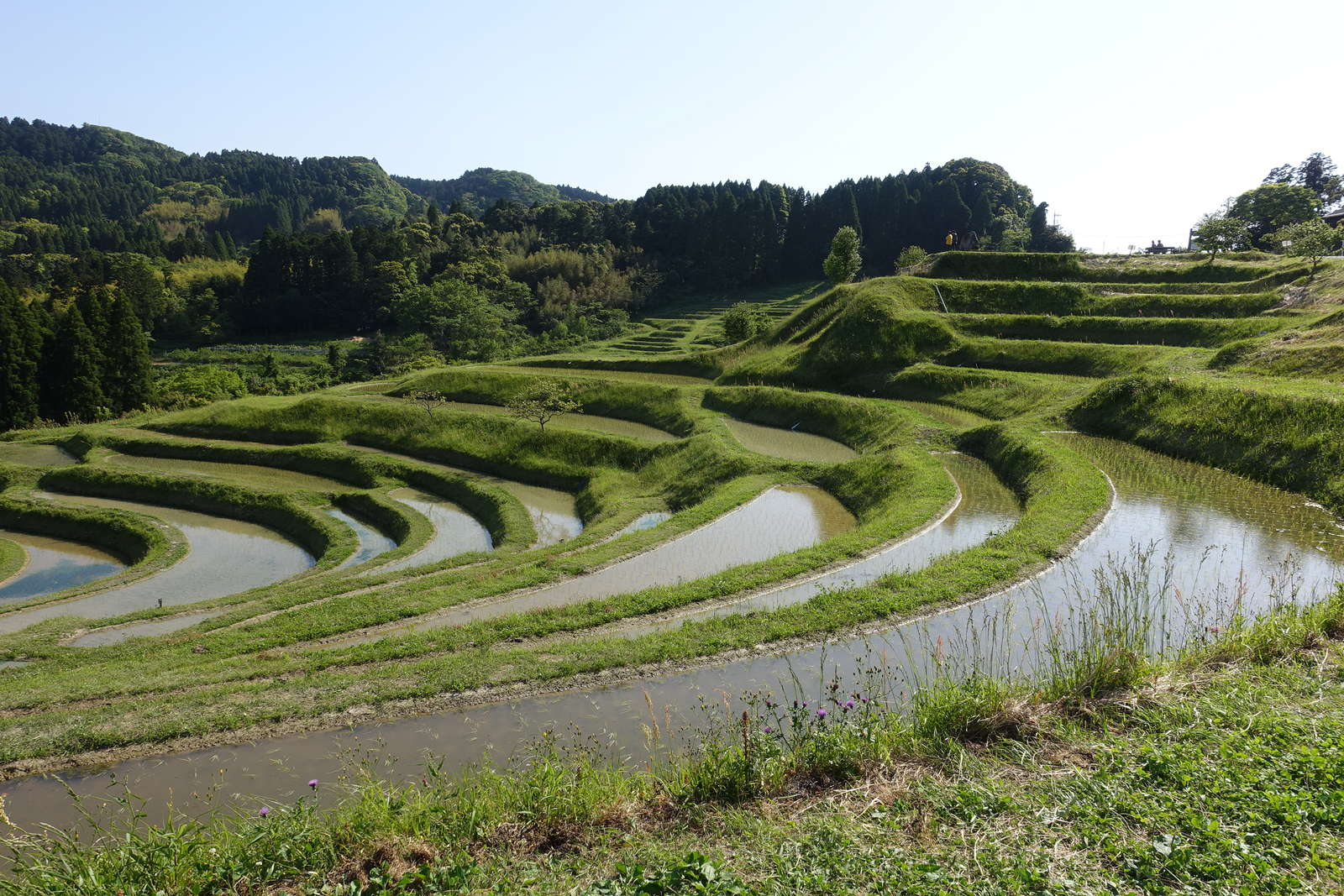
大山千枚田（千葉県）

- 鴨川市 大山千枚田
- 鴨川市 川代柿ノ木代棚田

#### 埼玉県
- 秩父郡横瀬町 寺坂棚田

#### 茨城県
なし

#### 栃木県
- 芳賀郡茂木町 入郷石畑の棚田
- 那須郡那珂川町 小砂の棚田

#### 群馬県
- 沼田市 石墨棚田

### 中部地方

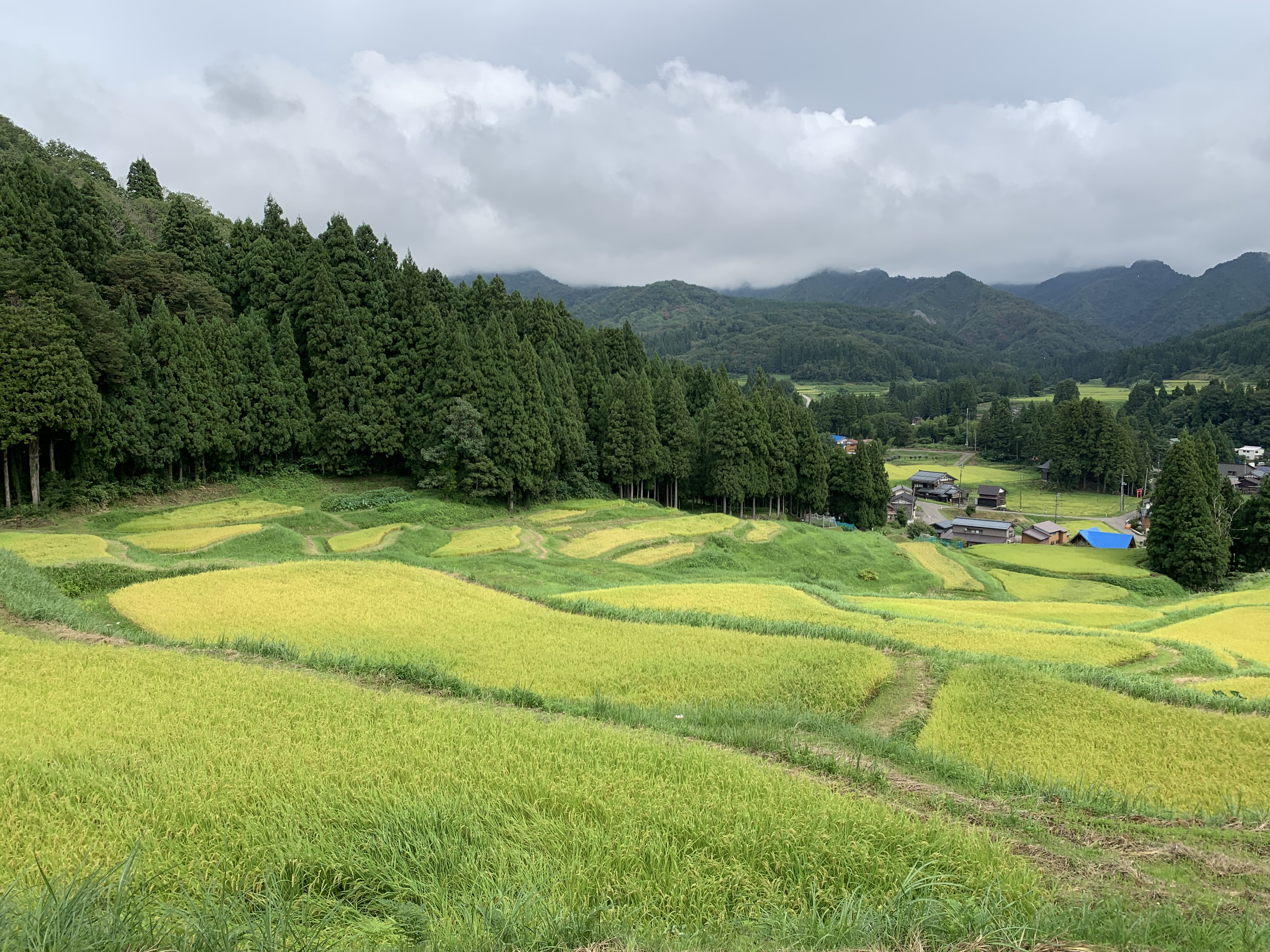
北五百川の棚田（新潟県）

#### 新潟県
- 長岡市 比礼カカシアート棚田
- 三条市 北五百川の棚田
- 柏崎市 花坂の棚田
- 柏崎市 梨ノ木田の棚田
- 柏崎市 上輪新田の棚田
- 柏崎市 飯寺の棚田
- 十日町市 蒲生の棚田
- 十日町市 儀明の棚田
- 十日町市 小荒戸の棚田
- 十日町市 三ツ山の棚田
- 十日町市 菅刈の棚田
- 十日町市 星峠の棚田
- 十日町市 池谷・入山の棚田
- 十日町市 枯木又の棚田
- 十日町市 慶地の棚田
- 十日町市 松代の棚田
- 十日町市 布川の棚田群
- 十日町市 留守原の棚田
- 十日町市 三桶の棚田
- 十日町市 蓬平の棚田
- 上越市 筒方地区の棚田群
- 上越市 名水「大出口泉水」流れる棚田群
- 上越市 櫛池の棚田群
- 上越市 正善寺の棚田
- 上越市 角間の棚田
- 上越市 おぐろの棚田群
- 上越市 川谷もより棚田群
- 佐渡市 岩首昇竜棚田
- 佐渡市 歌見の棚田
- 佐渡市 小倉千枚田
- 佐渡市 片野尾棚田
- 佐渡市 北片辺棚田
- 佐渡市 達者棚田
- 佐渡市 月布施棚田
- 胎内市 鍬江の棚田
- 中魚沼郡津南町 結東の石垣田

#### 長野県

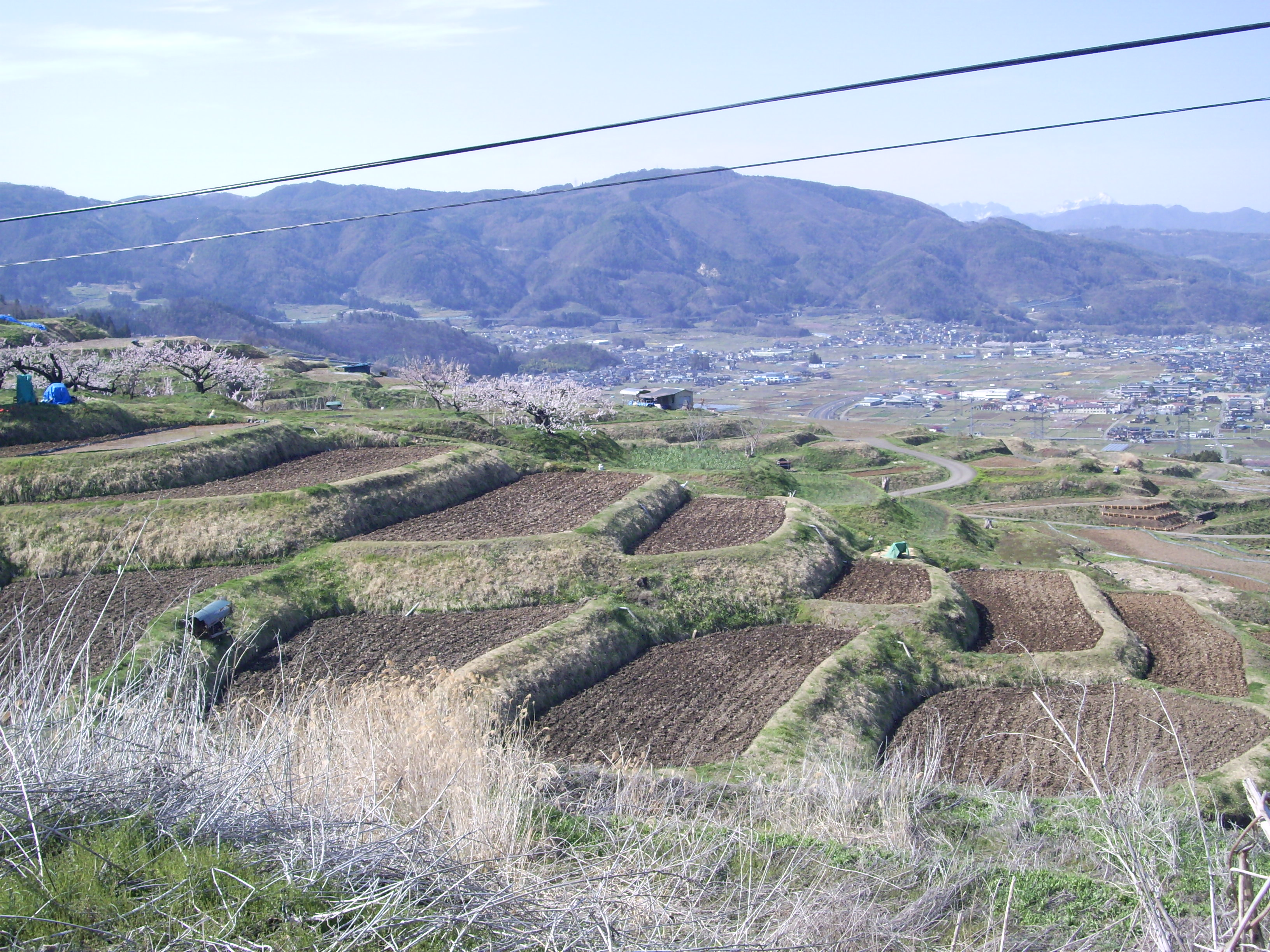
姨捨の棚田（長野県千曲市）

- 長野市 根越下沖の棚田
- 長野市 大西の棚田
- 長野市 田沢沖の棚田
- 長野市 栃倉の棚田
- 上田市 稲倉の棚田
- 飯田市 よこね田んぼ
- 伊那市 山室の棚田
- 伊那市 中尾の棚田
- 飯山市 福島棚田
- 千曲市 姨捨の棚田 - 重要文化的景観。
- 上伊那郡中川村 飯沼の棚田
- 東筑摩郡麻績村 市野川棚田
- 北安曇郡白馬村 青鬼の棚田
- 北安曇郡小谷村 小谷村棚田群
- 下高井郡野沢温泉村 野沢沖の棚田

#### 山梨県
- 南巨摩郡富士川町 𣇃米の棚田
- 南巨摩郡富士川町 平林の棚田

#### 富山県
- 富山市 河西の棚田
- 富山市 三乗の棚田
- 氷見市 胡桃棚田群
- 氷見市 長坂棚田群
- 南砺市 相倉棚田

#### 石川県

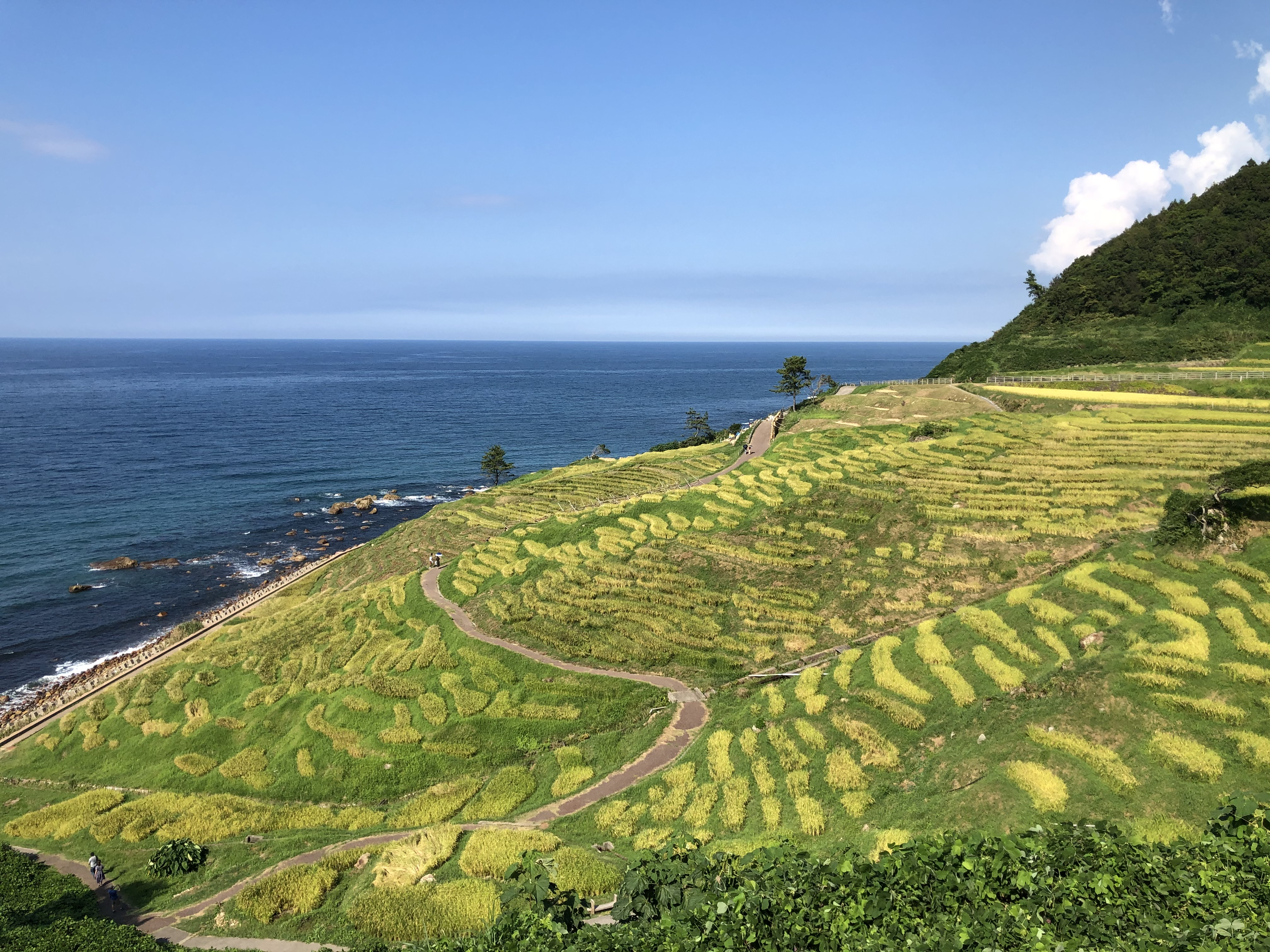
白米千枚田（石川県輪島市）

- 輪島市 白米千枚田 - 世界農業遺産。
- 羽咋市 神子原地区棚田群
- 白山市 河原山の棚田群
- 河北郡津幡町 中原棚田
- 羽咋郡志賀町 大笹波水田
- 鳳珠郡能登町 黒川棚田
- 鳳珠郡能登町 当目千石棚田

#### 福井県
- 小浜市 かんにゃ
- 三方郡美浜町 菅浜棚田

#### 岐阜県
- 高山市 滝町棚田
- 中津川市 はちたか地域棚田
- 恵那市 中野方町の棚田群
- 飛騨市 種蔵棚田
- 郡上市 正ヶ洞棚田
- 郡上市 六ノ里棚田（畑ヶ谷・三ヶ村）
- 郡上市 奥住小保木棚田
- 下呂市 三ツ石棚田
- 加茂郡八百津町 上代田棚田

#### 静岡県
- 浜松市 久留女木の棚田
- 浜松市 白橿の棚田
- 浜松市 大栗安の棚田
- 沼津市 北山の棚田
- 富士宮市 平成棚田
- 伊豆市 荒原の棚田
- 伊豆市 茅野の棚田
- 菊川市 千框棚田
- 賀茂郡松崎町 石部棚田

#### 愛知県

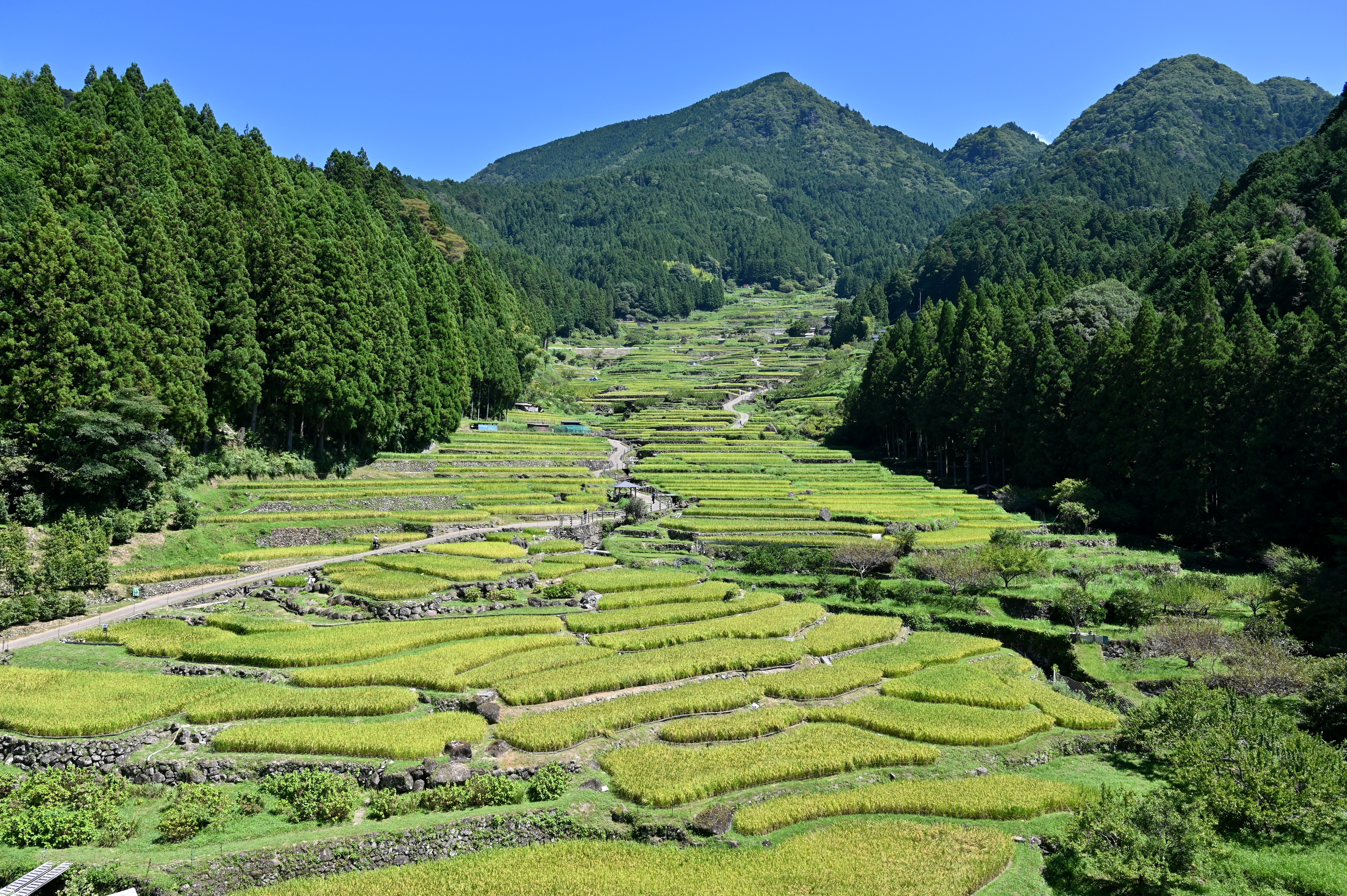
四谷の千枚田（愛知県新城市）

- 岡崎市 千万町棚田
- 新城市 四谷の千枚田

#### 三重県

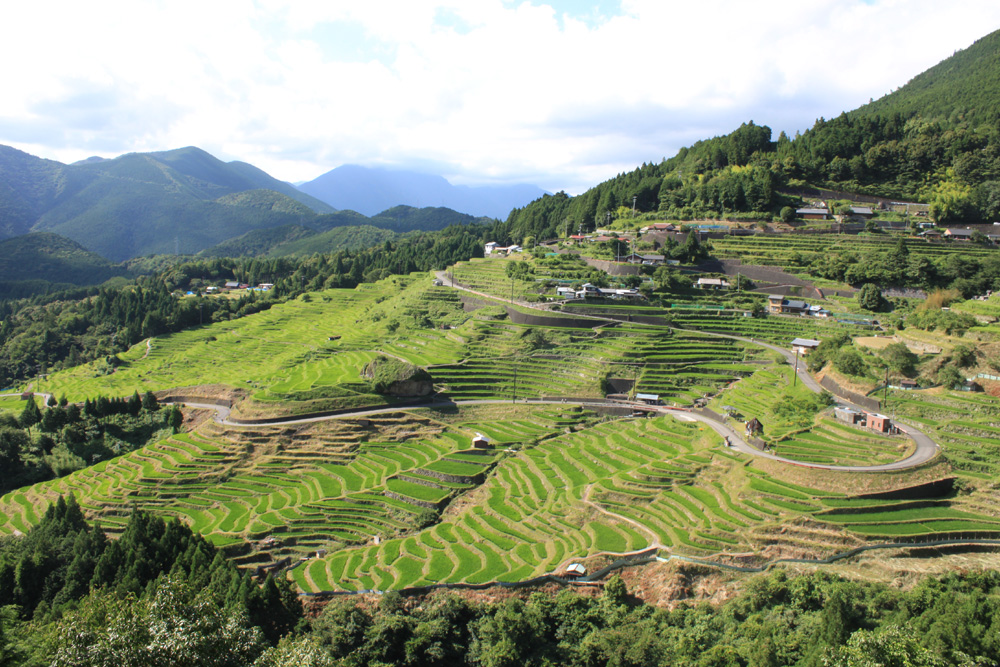
丸山千枚田（三重県熊野市）

- 松阪市 深野だんだん田
- 熊野市 丸山千枚田
- 伊賀市 西山の棚田

### 近畿地方

#### 滋賀県

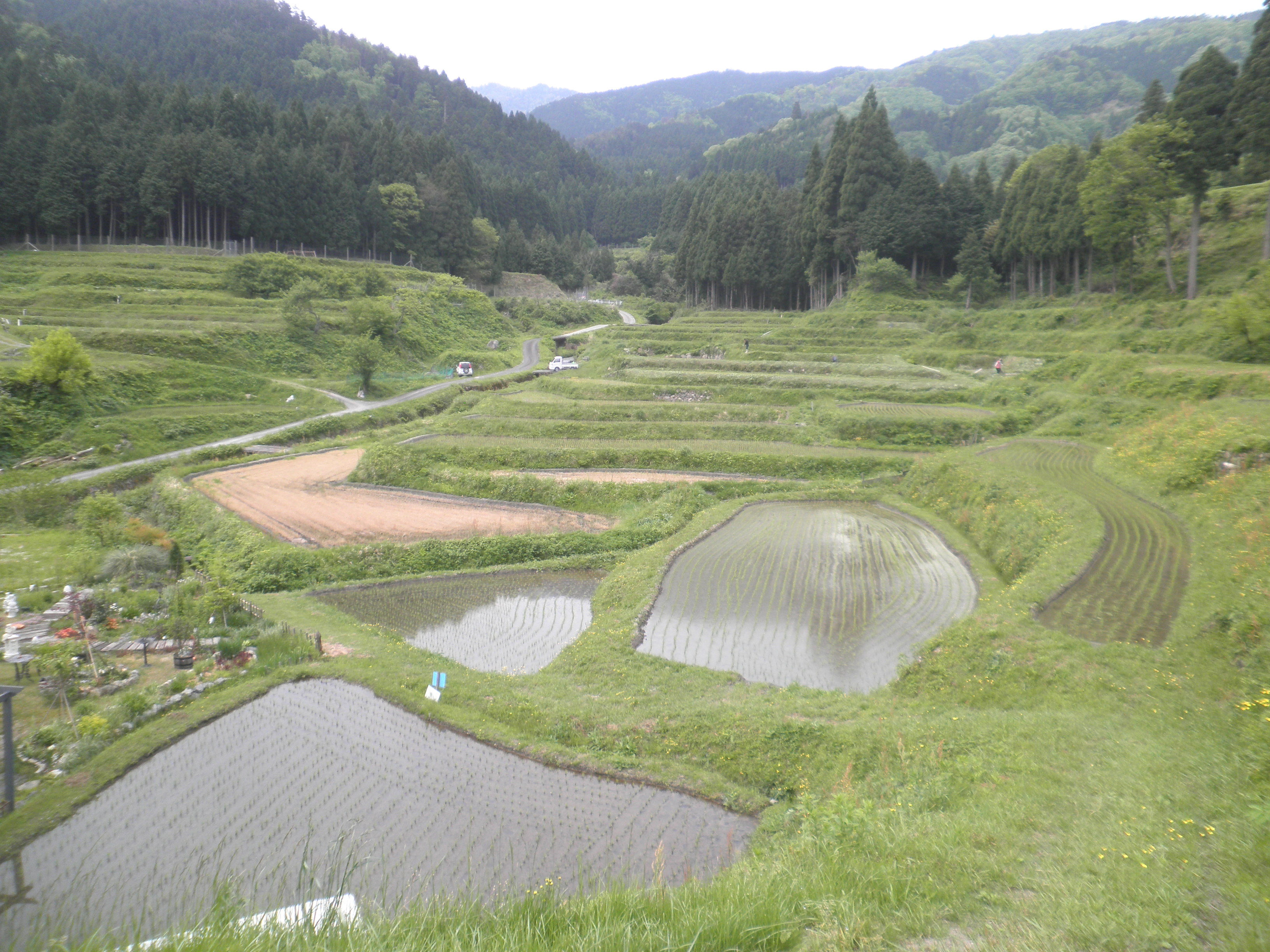
畑の棚田（滋賀県高島市）

- 大津市 上仰木棚田
- 大津市 仰木 平尾の棚田
- 栗東市 走井棚田
- 甲賀市 山女原の棚田
- 甲賀市 今郷棚田
- 高島市 鵜川の棚田
- 高島市 畑の棚田

#### 京都府

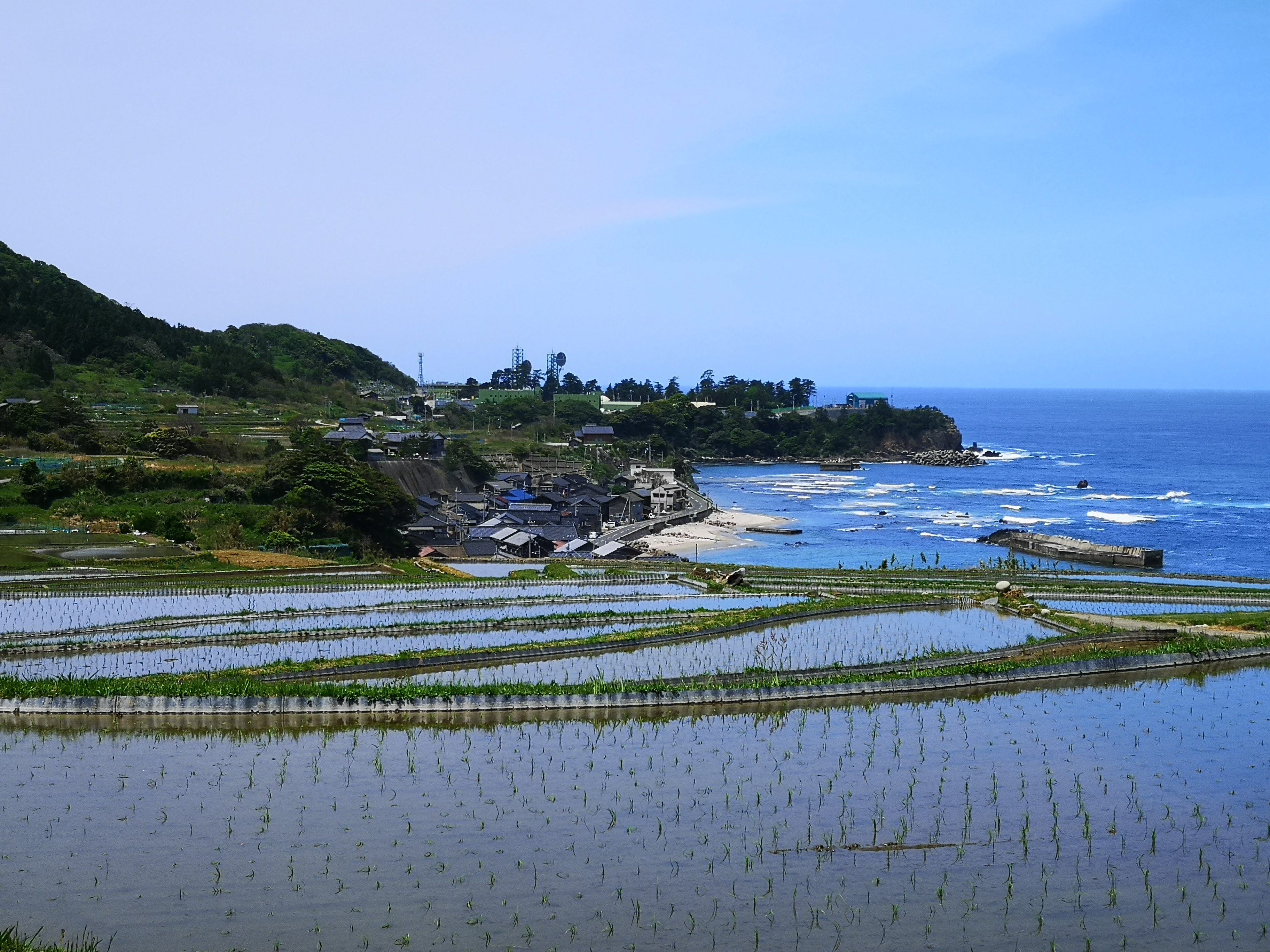
袖志の棚田（京都府京丹後市）

- 京都市 宕陰 越畑・樒原の棚田
- 福知山市 毛原の棚田
- 宮津市 上世屋・松尾の棚田
- 京丹後市 袖志の棚田

#### 大阪府
- 河内長野市 惣代の棚田
- 豊能郡能勢町 長谷の棚田
- 南河内郡河南町 平石の棚田
- 南河内郡河南町 持尾の棚田
- 南河内郡千早赤阪村 下赤阪の棚田

#### 兵庫県

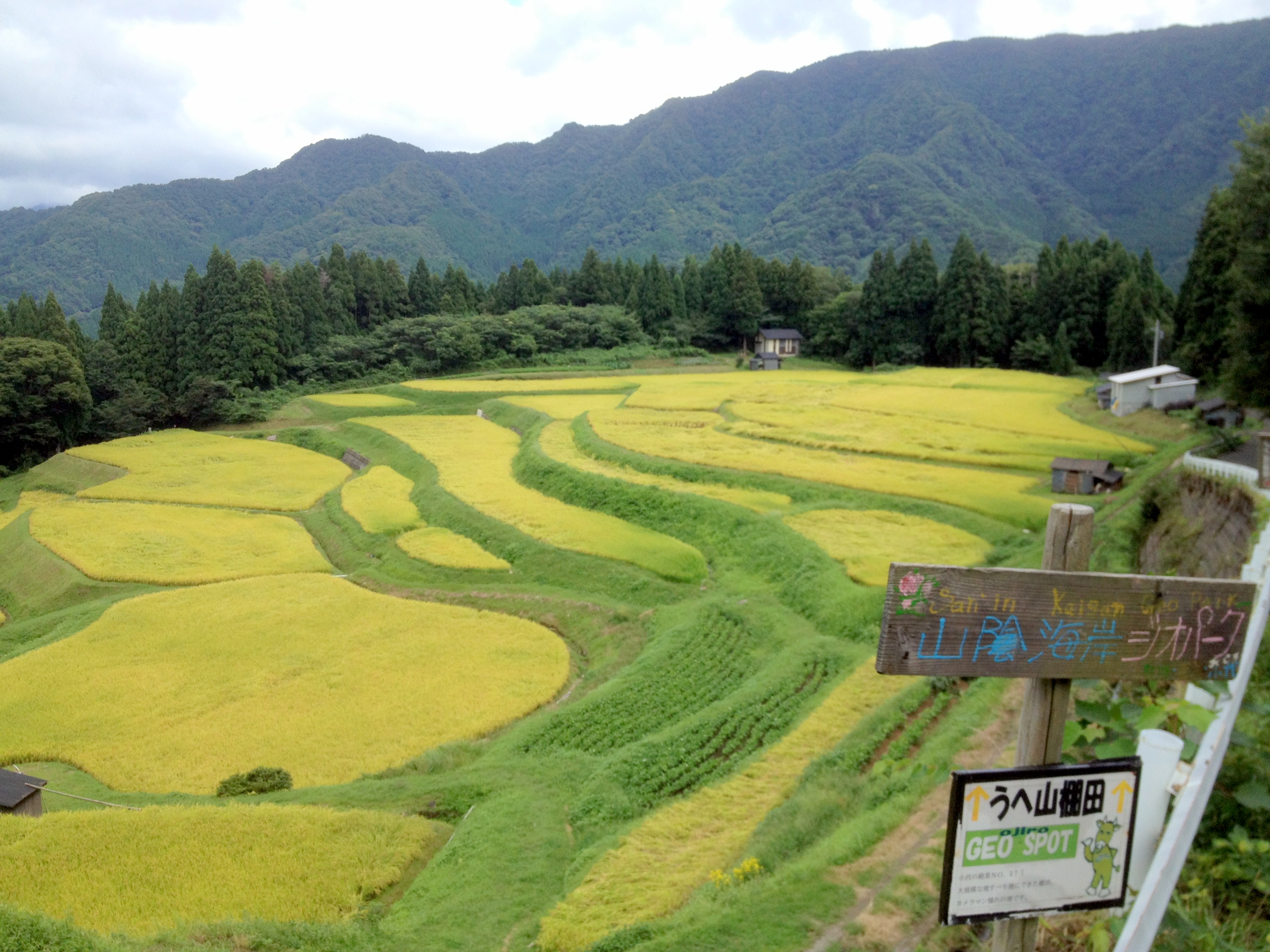
うへ山の棚田（兵庫県香美町）

- 養父市 宮垣の棚田
- 養父市 能座の棚田
- 養父市 別宮の棚田
- 宍粟市 山田の棚田
- 宍粟市 飯見の棚田
- 多可郡多可町 岩座神の棚田
- 美方郡香美町 うへ山の棚田

#### 奈良県
- 葛城市 葛城山麓地域の棚田
- 高市郡明日香村 稲渕棚田

#### 和歌山県

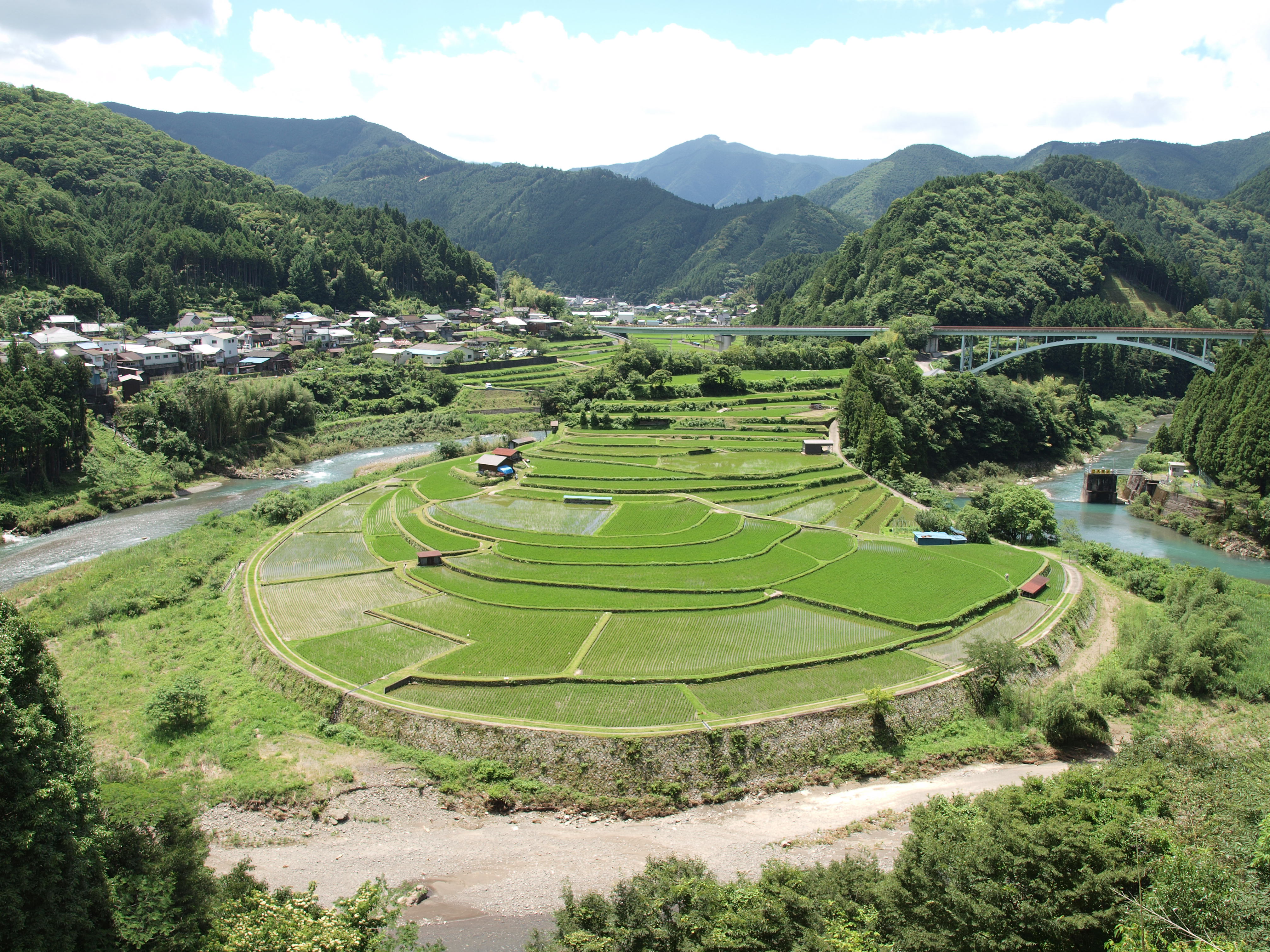
上湯・あらぎ島（和歌山県有田川町）

- 橋本市 芋谷の棚田
- 海草郡紀美野町 中田の棚田
- 有田郡有田川町 久野原の棚田
- 有田郡有田川町 杉野原の棚田
- 有田郡有田川町 上湯・あらぎ島
- 有田郡有田川町 沼の棚田・段々畑
- 有田郡有田川町 沼谷「天空の棚田」
- 東牟婁郡那智勝浦町 色川の棚田群

### 中国地方

#### 鳥取県
- 鳥取市 京ヶ原棚田
- 岩美郡岩美町 横尾棚田
- 八頭郡若桜町 つく米棚田

#### 島根県
- 浜田市 室谷の棚田
- 浜田市 都川棚田群
- 益田市 中垣内
- 大田市 佐津目子ご美の里
- 大田市 西田ヨズクの里
- 雲南市 山王寺本郷
- 仁多郡奥出雲町 追谷
- 仁多郡奥出雲町 大原新田
- 仁多郡奥出雲町 いわけ
- 邑智郡邑南町 上田・平佐棚田
- 鹿足郡吉賀町 大井谷の棚田

#### 岡山県

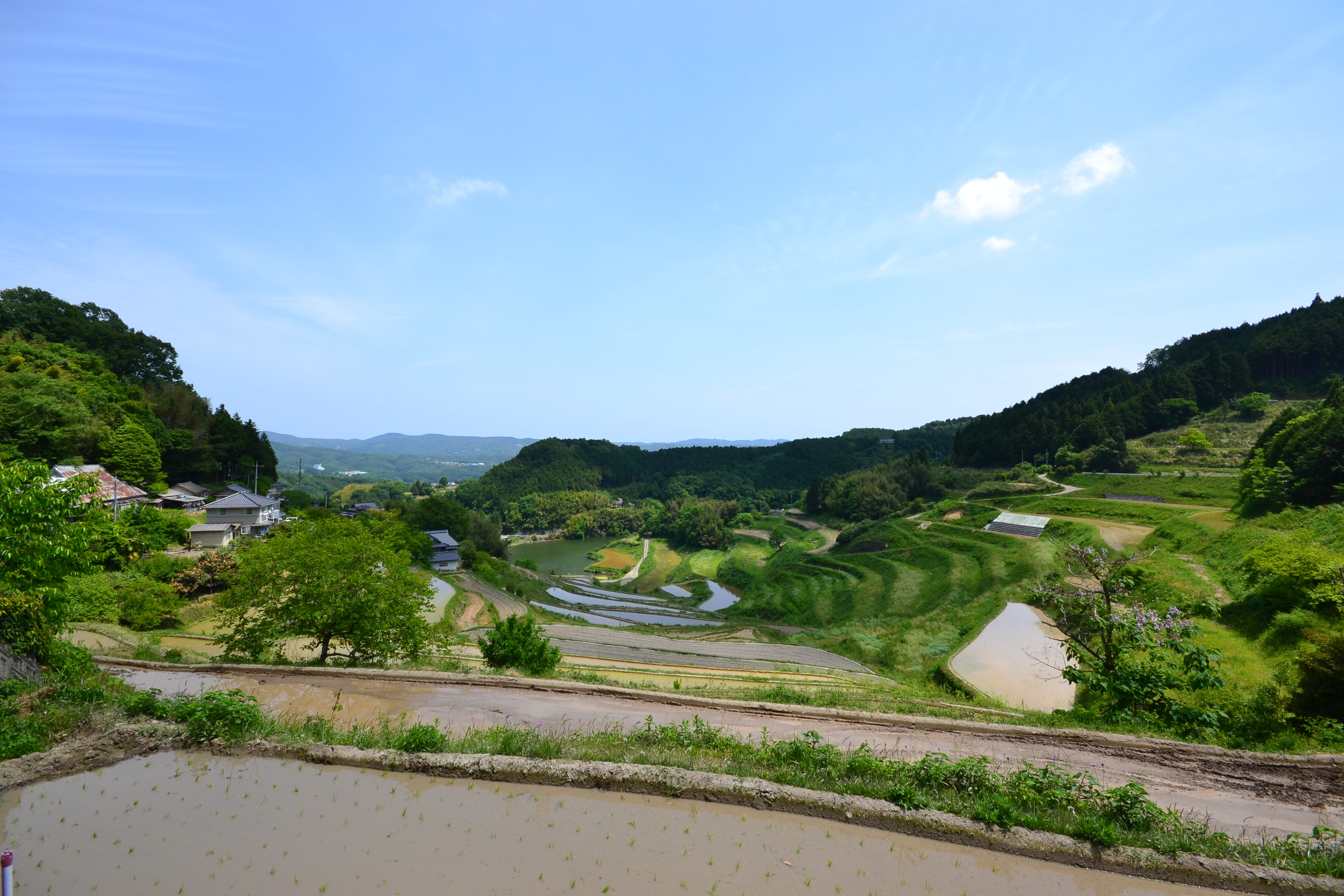
北庄の棚田（岡山県久米南町）

- 真庭市 社棚田
- 美作市 美作市上山の千枚田
- 和気郡和気町 田土の棚田
- 久米郡久米南町 上籾棚田
- 久米郡久米南町 北庄棚田
- 久米郡美咲町 大垪和西の棚田
- 久米郡美咲町 小山の棚田

#### 広島県

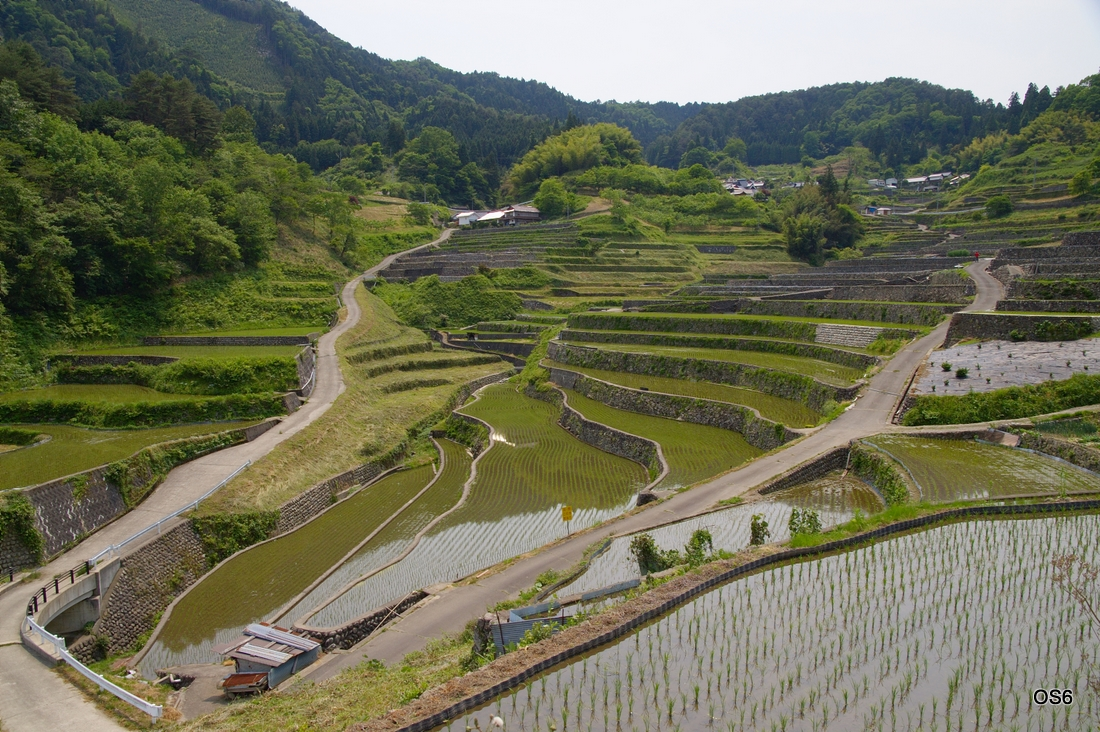
井仁の棚田（広島県安芸太田町）

- 庄原市 比和 三河内の棚田
- 山県郡安芸太田町 寺領・月の子の棚田
- 山県郡安芸太田町 津浪の棚田
- 山県郡安芸太田町 井仁の棚田

#### 山口県

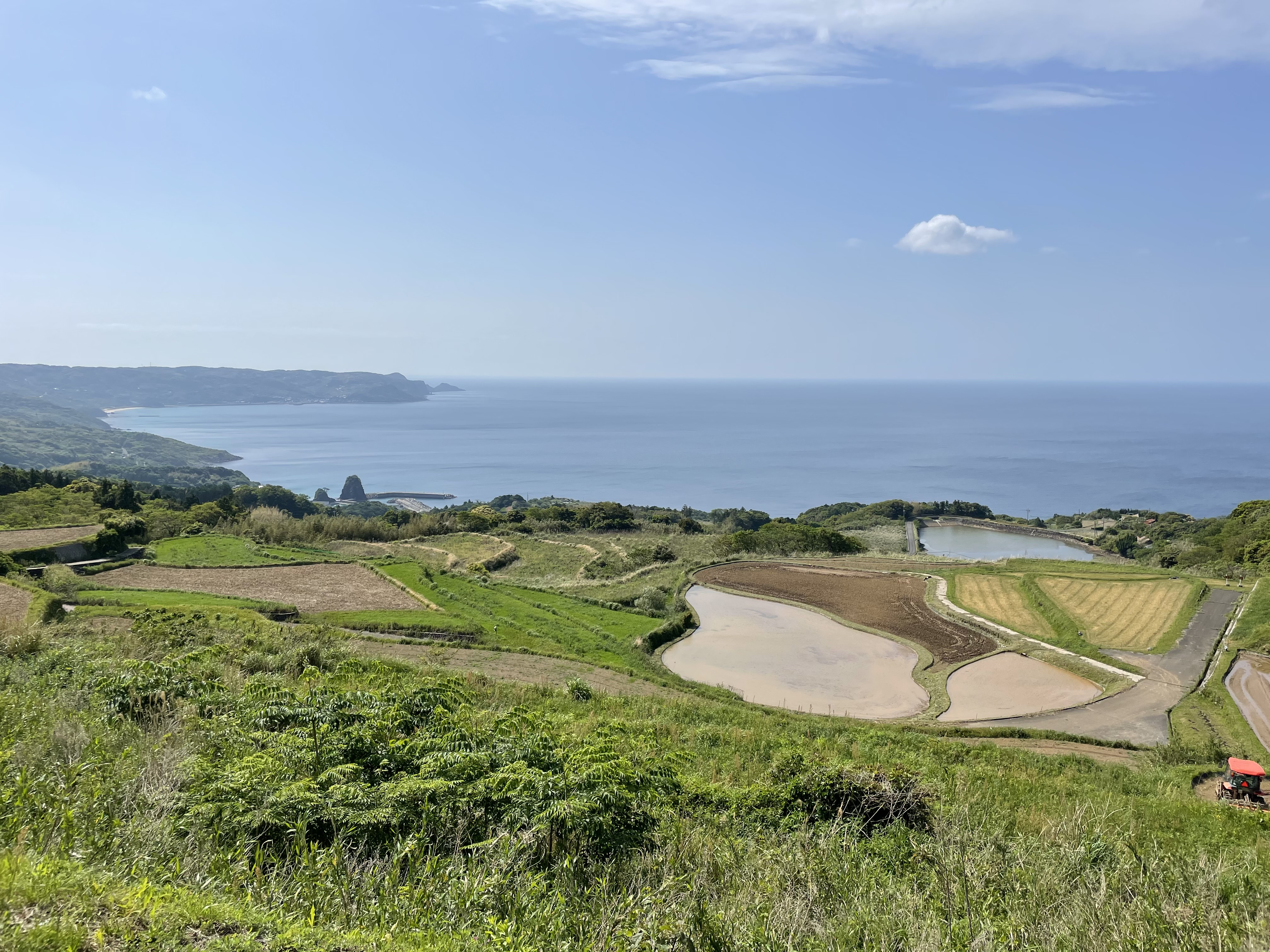
東後畑棚田（山口県長門市）

- 下関市 高野の棚田
- 山口市 吉敷畑地区の棚田
- 長門市 東後畑の棚田
- 長門市 本郷の棚田
- 周南市 大道理鹿野地の棚田
- 周南市 中須の棚田
- 熊毛郡田布施町 石ノ口の棚田
- 阿武郡阿武町 木与の棚田

### 四国地方

#### 徳島県

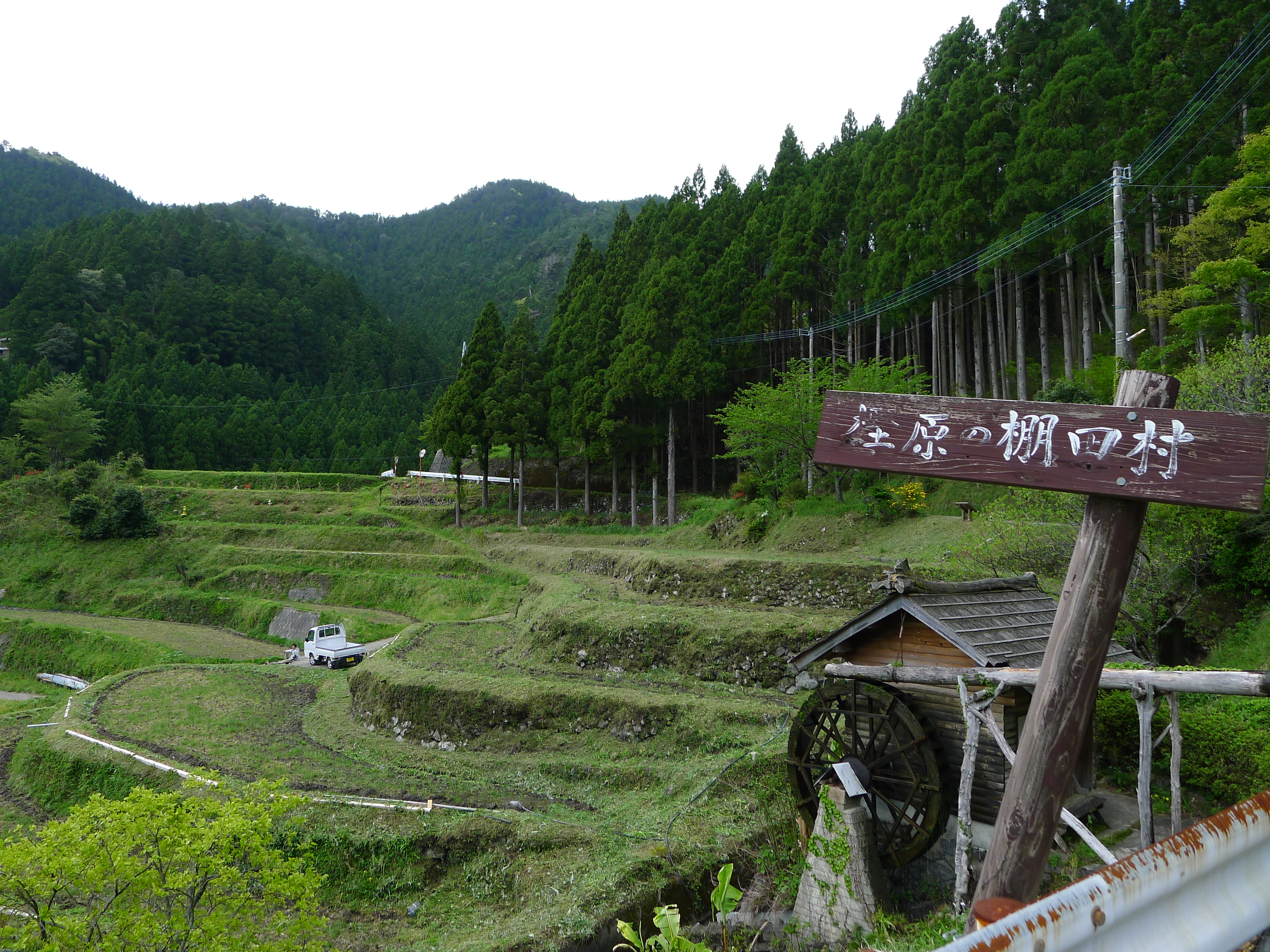
樫原の棚田（徳島県上勝町）

- 勝浦郡上勝町 市宇の棚田
- 勝浦郡上勝町 田野々の棚田
- 勝浦郡上勝町 八重地の棚田
- 勝浦郡上勝町 樫原の棚田
- 勝浦郡上勝町 府殿の棚田

#### 香川県
- 観音寺市 五郷の棚田
- 小豆郡土庄町 唐櫃の棚田
- 小豆郡小豆島町 中山千枚田
- 木田郡三木町 小蓑の棚田

#### 愛媛県
- 西条市 千町の棚田
- 大洲市 樫谷棚田
- 東温市 井内の棚田
- 東温市 雨滝音田の棚田
- 北宇和郡松野町 奥内の棚田

#### 高知県
- 長岡郡本山町 土佐・本山 天空の棚田群
- 土佐郡土佐町 高須棚田
- 高岡郡梼原町 神在居の千枚田
- 高岡郡津野町 貝ノ川棚田

### 九州地方

#### 福岡県

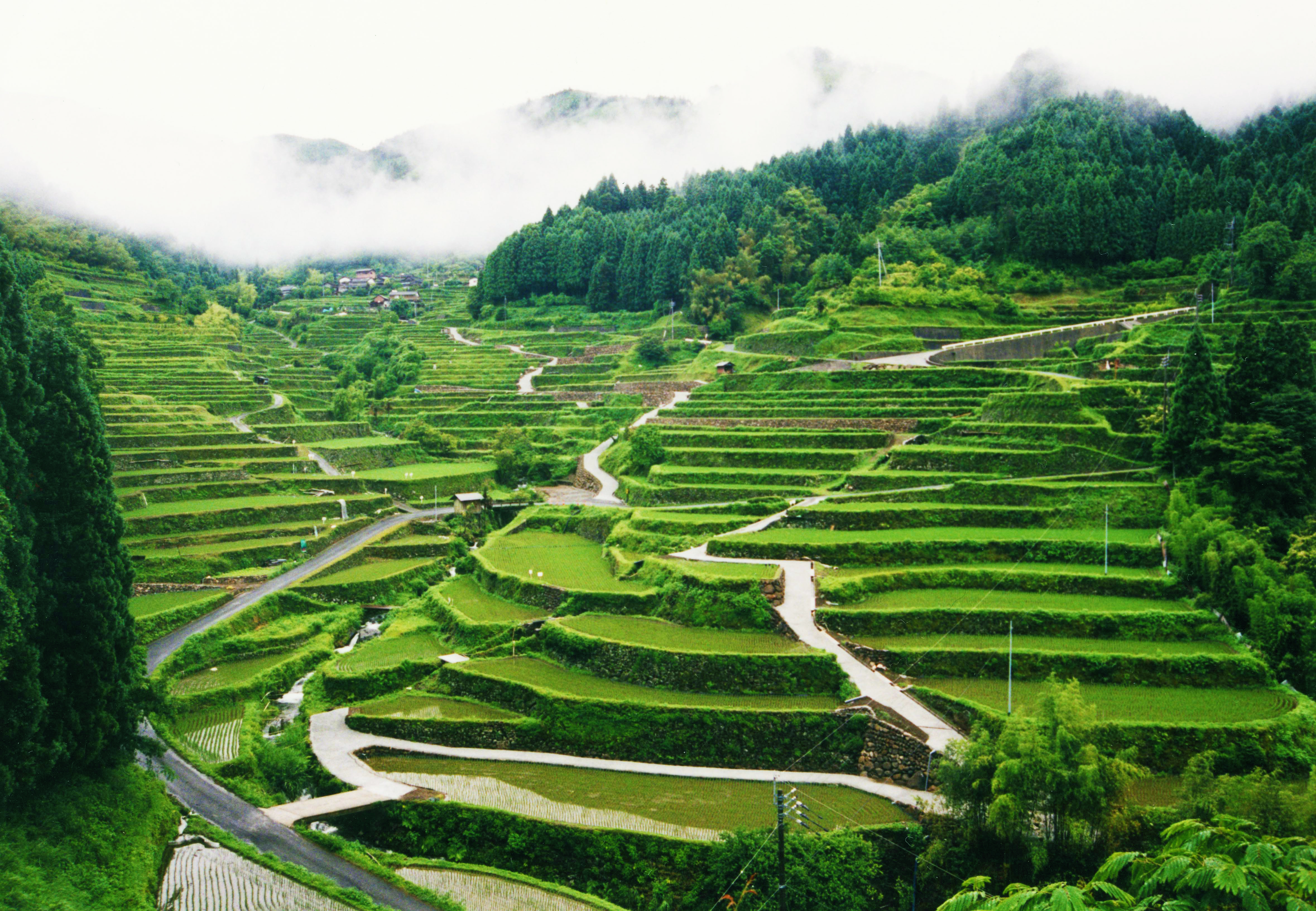
つづら棚田（福岡県うきは市）

- 八女市 鹿里地区の棚田
- 八女市 広内・上原地区の棚田
- うきは市 つづら棚田
- 糸島市 吉井上棚田
- 朝倉郡東峰村 竹

#### 佐賀県
- 唐津市 蕨野の棚田 - 重要文化的景観。
- 唐津市 駄竹の棚田
- 唐津市 大浦の棚田
- 多久市 平野棚田
- 伊万里市 中田棚田
- 伊万里市 川内野棚田
- 武雄市 川内の棚田
- 小城市 江里山の棚田
- 東松浦郡玄海町 浜野浦の棚田
- 西松浦郡有田町 岳の棚田

#### 長崎県

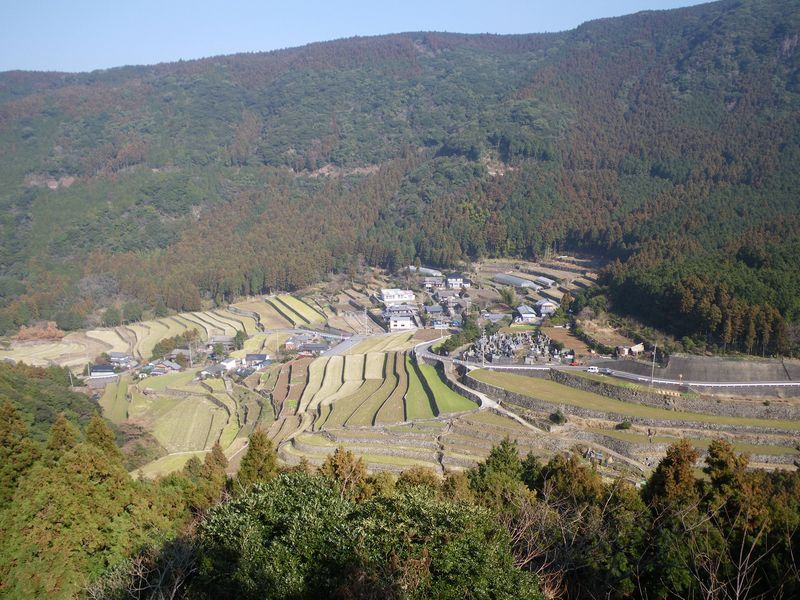
ちぢわ岳棚田（長崎県雲仙市）

- 長崎市 大中尾棚田
- 平戸市 大根坂の棚田
- 平戸市 春日の棚田
- 松浦市 土谷棚田
- 雲仙市 ちぢわ岳棚田
- 東彼杵郡川棚町 日向の棚田
- 東彼杵郡波佐見町 鬼木棚田
- 東彼杵郡波佐見町 川内棚田
- 東彼杵郡波佐見町 野々川郷百枚田

#### 熊本県
- 八代市 ⼆見平野地区棚田
- 水俣市 久木野校区の棚田群
- 山鹿市 番所の棚田
- 菊池市 滝棚田
- 菊池市 佐野棚田
- 上天草市 大作山の千枚田
- 阿蘇市 阿蘇水掛の棚田
- 下益城郡美里町 小崎の棚田群
- 下益城郡美里町 白石野の棚田
- 下益城郡美里町 下福良の棚田群
- 下益城郡美里町 夏水の棚田
- 阿蘇郡産山村 扇棚田
- 阿蘇郡高森町 菅山の棚田群
- 上益城郡山都町 峰棚田
- 上益城郡山都町 白糸台地棚田
- 上益城郡山都町 菅迫田棚田
- 球磨郡球磨村 くまむら棚田群

#### 大分県

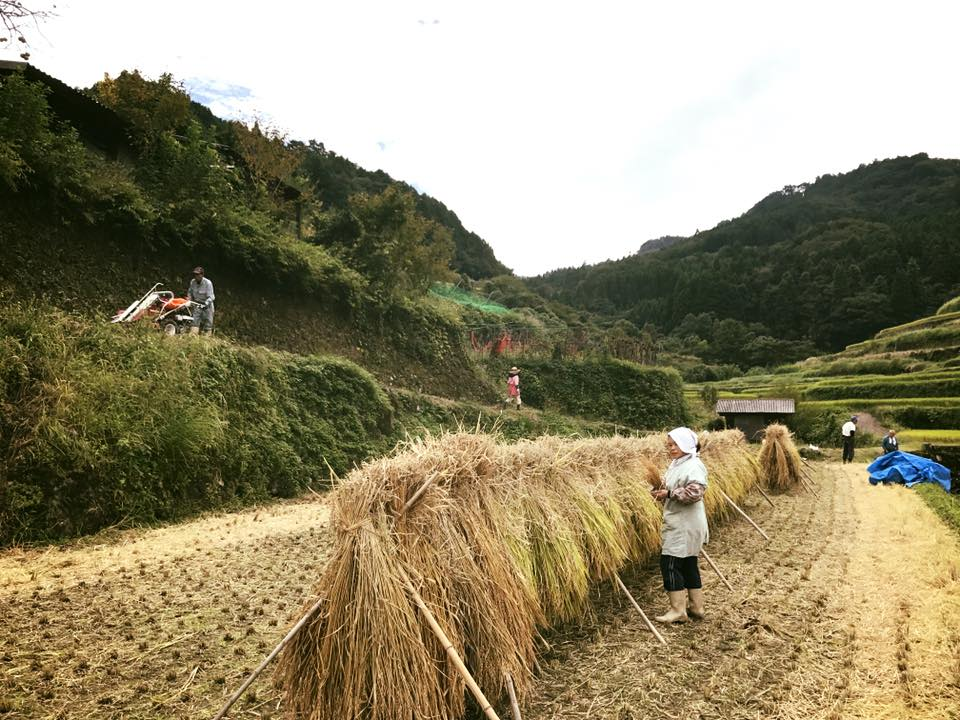
両合棚田（大分県宇佐市）

- 別府市 天間棚田
- 別府市 堂面棚田
- 別府市 内成棚田
- 別府市 大所棚田
- 別府市 東山の棚田群
- 日田市 月出山棚田
- 豊後高田市 田染荘 小崎の棚田
- 宇佐市 両合棚田
- 国東市 密乗院の棚田
- 玖珠郡玖珠町 山浦早水

#### 宮崎県
- 日南市 坂元棚田
- 児湯郡西米良村 向江棚田
- 児湯郡西米良村 春之平棚田
- 東臼杵郡椎葉村 椎葉のマチュピチュ「下松尾仙人の棚田」
- 西臼杵郡高千穂町 尾戸の口棚田
- 西臼杵郡高千穂町 東岸寺扇の峰棚田
- 西臼杵郡高千穂町 徳別当の棚田
- 西臼杵郡高千穂町 川登棚田群（栃又の棚田）
- 西臼杵郡日之影町 深角棚田
- 西臼杵郡日之影町 石垣の村「戸川」
- 西臼杵郡五ヶ瀬町 日蔭棚田
- 西臼杵郡五ヶ瀬町 下の原棚田
- 西臼杵郡五ヶ瀬町 鳥の巣棚田

#### 鹿児島県
- 鹿児島市 八重の棚田
- 指宿市 尾下の棚田
- 指宿市 新永吉の棚田
- 姶良郡湧水町 幸田の棚田群

#### 沖縄県
なし